# Чемпіонат світу з футболу 2014 (кваліфікаційний раунд, УЄФА, група H)
Кваліфікаційний раунд чемпіонату світу з футболу 2014 в зоні УЄФА у Групі H відбувся з 7 вересня 2012 по 15 жовтня 2013 року. Етап визначав учасників ЧС-2014 у Бразилії від УЄФА. Переможцем кваліфікаційного раунду стала збірна Англії, на другому місці — збірна України, що в раунді плей-оф поступилась збірній Франції.

## Турнірна таблиця
| М  | Команда    | І  | В | Н | П  | МЗ | МП | РМ  | О  |
| -- | ---------- | -- | - | - | -- | -- | -- | --- | -- |
| 1. | Англія     | 10 | 6 | 4 | 0  | 31 | 4  | +27 | 22 |
| 2. | Україна    | 10 | 6 | 3 | 1  | 28 | 4  | +24 | 21 |
| 3. | Чорногорія | 10 | 4 | 3 | 3  | 18 | 17 | +1  | 15 |
| 4. | Польща     | 10 | 3 | 4 | 3  | 18 | 12 | +6  | 13 |
| 5. | Молдова    | 10 | 3 | 2 | 5  | 12 | 17 | −5  | 11 |
| 6. | Сан-Марино | 10 | 0 | 0 | 10 | 1  | 54 | −53 | 0  |

## Результати
23 листопада 2011 року у Варшаві відбулися переговори щодо затвердження календаря ігор відбіркового турніру до чемпіонату світу 2014 року у групі Н.
| 7 вересня 2012 20:30 UTC+2 |

| Чорногорія                | 2 – 2           | Польща                                  |
| ------------------------- | --------------- | --------------------------------------- |
| Дринчич 27' Вучинич 45+2' | Протокол(англ.) | Блащиковський 6' (пен.) Мєжеєвський 55' |

| Міський, Подгориця Глядачів: 11 420 Арбітр: Крістінн Якобссон (Ісландія) |

| 7 вересня 2012 21:45 UTC+3 |

| Молдова | 0 – 5           | Англія                                               |
| ------- | --------------- | ---------------------------------------------------- |
|         | Протокол(англ.) | Лемпард 4' (пен.), 29' Дефо 32' Мілнер 74' Бейнс 83' |

| Зімбру, Кишинів Глядачів: 10 500 Арбітр: Пол ван Бекел (Нідерланди) |

| 11 вересня 2012 20:30 UTC+2 |

| Сан-Марино | 0 – 6           | Чорногорія                                                      |
| ---------- | --------------- | --------------------------------------------------------------- |
|            | Протокол(англ.) | Джорджевич 24' Бечірай 26', 51' Зверотич 69' Делібашич 78', 82' |

| Олімпійський стадіон, Серравалле Глядачів: 1 947 Арбітр: Нейл Дойл (Ірландія) |

| 11 вересня 2012 20:45 UTC+2 |

| Польща                                | 2 – 0           | Молдова |
| ------------------------------------- | --------------- | ------- |
| Блащиковський 33' (пен.) Вавжиняк 81' | Протокол(англ.) |         |

| Міський, Вроцлав Глядачів: 26 145 Арбітр: Іліас Спатас (Греція) |

| 11 вересня 2012 20:00 UTC+1 |

| Англія             | 1 – 1           | Україна        |
| ------------------ | --------------- | -------------- |
| Лемпард 87' (пен.) | Протокол(англ.) | Коноплянка 39' |

| Вемблі, Лондон Глядачів: 68 102 Арбітр: Джюнейт Чакир (Туреччина) |

| 12 жовтня 2012 21:00 UTC+3 |

| Молдова | 0 – 0           | Україна |
| ------- | --------------- | ------- |
|         | Протокол(англ.) |         |

| Зімбру, Кишинів Глядачів: 12 500 Арбітр: Клеман Тюрпен (Франція) |

| 12 жовтня 2012 20:00 UTC+1 |

| Англія                                                     | 5 – 0           | Сан-Марино |
| ---------------------------------------------------------- | --------------- | ---------- |
| Руні 35' (пен.), 70' Велбек 37', 72' Окслейд-Чемберлен 77' | Протокол(англ.) |            |

| Вемблі, Лондон Глядачів: 86 645 Арбітр: Гедімінас Мажейка (Литва) |

| 16 жовтня 2012 21:00 UTC+3 |

| Україна | 0 – 1           | Чорногорія     |
| ------- | --------------- | -------------- |
|         | Протокол(англ.) | Дам'янович 45' |

| НСК «Олімпійський», Київ Глядачів: 50 597 Арбітр: Міхаель Кукулакіс (Греція) |

| 16 жовтня 2012 20:30 UTC+2 |

| Сан-Марино | 0 – 2           | Молдова                     |
| ---------- | --------------- | --------------------------- |
|            | Протокол(англ.) | Даду 72' (пен.) Єпуряну 78' |

| Олімпійський стадіон, Серравалле Глядачів: 736 Арбітр: Маріос Панаї (Кіпр) |

| 17 жовтня 2012 17:00 UTC+2 |

| Польща   | 1 – 1           | Англія   |
| -------- | --------------- | -------- |
| Глік 70' | Протокол(англ.) | Руні 31' |

| Народовий, Варшава Глядачів: 47 000 Арбітр: Джанлука Роккі (Італія) |

| 14 листопада 2012 18:00 UTC+1 |

| Чорногорія                      | 3 – 0           | Сан-Марино |
| ------------------------------- | --------------- | ---------- |
| Делібашич 14', 31' Зверотич 68' | Протокол(англ.) |            |

| Міський, Подгориця Глядачів: 7 158 Арбітр: Шандор Шабо (Угорщина) |

| 22 березня 2013 21:30 UTC+2 |

| Молдова | 0 – 1           | Чорногорія  |
| ------- | --------------- | ----------- |
|         | Протокол(англ.) | Вучинич 78' |

| Зімбру, Кишинів Глядачів: 5 400 Арбітр: Даніель Орсато (Італія) |

| 22 березня 2013 20:45 UTC+1 |

| Польща    | 1 – 3           | Україна                          |
| --------- | --------------- | -------------------------------- |
| Піщек 18' | Протокол(англ.) | Ярмоленко 2' Гусєв 7' Зозуля 45' |

| Народовий, Варшава Глядачів: 55 565 Арбітр: Павел Краловець (Чехія) |

| 22 березня 2013 21:00 UTC+1 |

| Сан-Марино | 0 – 8           | Англія                                                                                             |
| ---------- | --------------- | -------------------------------------------------------------------------------------------------- |
|            | Протокол(англ.) | Делла Валле 12' (аг) Окслейд-Чемберлен 29' Дефо 34', 77' Янг 39' Лемпард 42' Руні 54' Старрідж 70' |

| Олімпійський стадіон, Серравалле Глядачів: 4 952 Арбітр: Алан Бірі (Швейцарія) |

| 26 березня 2013 21:00 UTC+2 |

| Україна                    | 2 – 1           | Молдова     |
| -------------------------- | --------------- | ----------- |
| Ярмоленко 61' Хачеріді 70' | Протокол(англ.) | Суворов 80' |

| Чорноморець, Одеса Глядачів: 31 948 Арбітр: Кенн Гансен (Данія) |

| 26 березня 2013 20:45 UTC+1 |

| Польща                                                                     | 5 – 0           | Сан-Марино |
| -------------------------------------------------------------------------- | --------------- | ---------- |
| Левандовські 21' (пен.), 50' (пен.) Піщек 28' Теодорчик 60' Косецьки 90+2' | Протокол(англ.) |            |

| Народовий, Варшава Глядачів: 43 008 Арбітр: Кен Генрі Йонсен (Норвегія) |

| 26 березня 2013 21:00 UTC+1 |

| Чорногорія     | 1 – 1           | Англія  |
| -------------- | --------------- | ------- |
| Дам'янович 76' | Протокол(англ.) | Руні 6' |

| Міський, Подгориця Глядачів: 11 300 Арбітр: Йонас Ерікссон (Швеція) |

| 7 червня 2013 21:15 UTC+3 |

| Молдова       | 1 – 1           | Польща           |
| ------------- | --------------- | ---------------- |
| Сидоренко 36' | Протокол(англ.) | Блащиковський 6' |

| Зімбру, Кишинів Глядачів: 8 726 Арбітр: Фернандо Тейшейра Вітьєнес (Іспанія) |

| 7 червня 2013 20:30 UTC+2 |

| Чорногорія | 0 – 4           | Україна                                             |
| ---------- | --------------- | --------------------------------------------------- |
|            | Протокол(англ.) | Гармаш 51' Коноплянка 77' Федецький 84' Безус 90+3' |

| Міський, Подгориця Глядачів: 11 996 Арбітр: Мануель Грефе (Німеччина) |

| 6 вересня 2013 21:00 UTC+3 |

| Україна | 9 – 0           | Сан-Марино |
| --- | --------------- | ---------- |
| Девич 11' Селезньов 26' Едмар 32' Хачеріді 45+1', 54' Коноплянка 50' Безус 63' Федецький 74' Ракицький 90+4' | Протокол(англ.) |            |

| Арена Львів, Львів Глядачів: 34 190 Арбітр: Ніл Доулі (Ірландія) |

| 6 вересня 2013 20:45 UTC+2 |

| Польща           | 1 – 1           | Чорногорія     |
| ---------------- | --------------- | -------------- |
| Левандовські 16' | Протокол(англ.) | Дам'янович 11' |

| Народовий, Варшава Арбітр: Бйорн Кейперс (Нідерланди) |

| 6 вересня 2013 20:00 UTC+1 |

| Англія                                     | 4 – 0           | Молдова |
| ------------------------------------------ | --------------- | ------- |
| Джеррард 12' Ламберт 26' Велбек 45+1', 50' | Протокол(англ.) |         |

| Вемблі, Лондон Глядачів: 61 607 Арбітр: Іван Кружляк (Словаччина) |

| 10 вересня 2013 21:45 UTC+3 |

| Україна | 0 – 0           | Англія |
| ------- | --------------- | ------ |
|         | Протокол(англ.) |        |

| НСК «Олімпійський», Київ Арбітр: Педру Проенса (Португалія) |

| 10 вересня 2013 20:45 UTC+2 |

| Сан-Марино      | 1 – 5           | Польща                                                           |
| --------------- | --------------- | ---------------------------------------------------------------- |
| Делла Велле 22' | Протокол(англ.) | Зелінський 11', 66' Блащиковський 24' Собота 34' Межеєвський 76' |

| Олімпійський стадіон, Серравалле Арбітр: Марко Борг (Мальта) |

| 11 жовтня 2013 19:00 UTC+3 |

| Молдова                       | 3 – 0           | Сан-Марино |
| ----------------------------- | --------------- | ---------- |
| Фрунзе 55' Сидоренко 59', 89' | Протокол(англ.) |            |

| Зімбру, Кишинів Глядачів: 7 348 Арбітр: Ігнасі Вілламайор Розадос (Андорра) |

| 11 жовтня 2013 21:00 UTC+3 |

| Україна       | 1 – 0           | Польща |
| ------------- | --------------- | ------ |
| Ярмоленко 64' | Протокол(англ.) |        |

| Металіст, Харків Глядачів: 39 126 Арбітр: Йонас Ерікссон (Швеція) |

| 11 жовтня 2013 20:00 UTC+1 |

| Англія                                                        | 4 – 1           | Чорногорія     |
| ------------------------------------------------------------- | --------------- | -------------- |
| Руні 48' Бошковіч 62' (аг) Таунсенд 78' Старрідж 90+3' (пен.) | Протокол(англ.) | Дам'янович 71' |

| Вемблі, Лондон Глядачів: 83 807 Арбітр: Альберто Ундіано Мальєнко (Іспанія) |

| 15 жовтня 2013 20:00 UTC+1 |

| Англія                | 2 – 0           | Польща |
| --------------------- | --------------- | ------ |
| Руні 41' Джеррард 88' | Протокол(англ.) |        |

| Вемблі, Лондон Глядачів: 85 186 Арбітр: Дамир Скомина (Словенія) |

| 15 жовтня 2013 21:00 UTC+2 |

| Чорногорія                | 2 – 5           | Молдова                                             |
| ------------------------- | --------------- | --------------------------------------------------- |
| Йоветич 55' (пен.), 90+1' | Протокол(англ.) | Антонюк 28', 89' Армаш 62' Сидоренко 64' Іоніта 74' |

| Міський стадіон, Подгориця Арбітр: Роберт Шергенгофер (Австрія) |

| 15 жовтня 2013 21:00 UTC+2 |

| Сан-Марино | 0 – 8           | Україна                                                                                  |
| ---------- | --------------- | ---------------------------------------------------------------------------------------- |
|            | Протокол(англ.) | Селезньов 13' (пен.), 19' Девич 15', 51', 58' (пен.) Ярмоленко 55' Безус 66' Мандзюк 89' |

| Олімпійський стадіон, Серравалле Глядачів: 1 268 Арбітр: Гаральд Лехнер (Австрія) |

## Бомбардири
7 голів
| - Вейн Руні |

4 голи
| - Денні Велбек - Френк Лемпард - Євген Сидоренко | - Якуб Блащиковський - Марко Девич - Андрій Ярмоленко | - Андрія Делібашич - Деян Дам'янович |  |

3 голи
| - Джермейн Дефо - Роберт Левандовський | - Роман Безус - Євген Коноплянка | - Євген Селезньов - Євген Хачеріді |  |